# Unity (Oregon)
Pour les articles homonymes, voir Unity.
Unity est une municipalité américaine située dans le comté de Baker en Oregon. Lors du recensement de 2010, sa population est de 71 habitants.
Située dans la vallée de la Burnet, aux pieds des Montagnes Bleues, Unity s'étend sur 0,65 milles carrés (1,68 km2).
Unity est une municipalité depuis le 31 juillet 1972.